# 無分別 (映画)
『無分別』（むふんべつ、Indiscreet）は、1958年のイギリスのロマンティック・コメディ映画。製作・監督はスタンリー・ドーネン、出演はケーリー・グラントとイングリッド・バーグマンなど。1953年に舞台初演されたノーマン・クラスナーの戯曲『Kind Sir』を原作としている。

## キャスト
- フィリップ・アダムス: ケーリー・グラント
- アンナ・カルマン: イングリッド・バーグマン
- アルフレッド・マンソン: セシル・パーカー（英語版）
- マーガレット・マンソン: フィリス・カルヴァート（英語版） - アルフレッドの妻、アンナの妹。
- カール・バンクス: デヴィッド・コソフ（英語版）
- ドリス・バンクス: メグス・ジェンキンス（英語版）

## スタッフ
- 製作・監督: スタンリー・ドーネン
- 脚本: ノーマン・クラスナー
- 音楽: リチャード・ベネット、ケン・ジョーンズ（英語版）
- 撮影: フレデリック・A・ヤング
- 編集: ジャック・ハリス（英語版）
- 美術: ドン・アシュトン（英語版）
- イングリッド・バーグマンの衣裳: クリスチャン・ディオール

## 作品の評価

### 映画批評家によるレビュー
Rotten Tomatoesによれば、批評家の一致した見解は「『無分別』は素晴らしく調和した主演2人によるいつものようにとても楽しい作品の舞台をセットするのにちょうど充分にしっかりした敷地からロマコメの金字塔を紡ぎ出している。」であり、20件の評論の全てが高評価で、平均点は10点満点中7.34点となっている。

### 映画賞
| 映画賞                     | 部門                                    | 対象者                   | 結果       |
| -------------------------- | --------------------------------------- | ------------------------ | ---------- |
| 第16回ゴールデングローブ賞 | 作品賞 (コメディ部門)                   |                          | ノミネート |
| 第16回ゴールデングローブ賞 | 主演男優賞 (ミュージカル・コメディ部門) | ケーリー・グラント       | ノミネート |
| 第16回ゴールデングローブ賞 | 主演女優賞 (ミュージカル・コメディ部門) | イングリッド・バーグマン | ノミネート |
| 第12回英国アカデミー賞     | 作品賞                                  |                          | ノミネート |
| 第12回英国アカデミー賞     | 英国作品賞                              |                          | ノミネート |
| 第12回英国アカデミー賞     | 英国脚本賞                              | ノーマン・クラスナー     | ノミネート |